# Īśvara
Īśvara è un termine sanscrito dai molteplici significati perlopiù collegati al verbo, sempre di lingua sanscrita, īś che possiede il significato di "possedere", "governare", "comandare".
Nell'ambito delle religioni dell'India, il verbo īś compare già  nell'antico  Ṛgveda (X, 63, 8) per indicare i poteri o i possedimenti dei vari Deva, così come l'aggettivo īśana viene, sempre nel più antico dei Veda, ad indicare colui che "regna" (ad esempio collegato ad Indra, Soma, Mitra) ma solo con il più tardo Atharvaveda (VII, 102, 1 e XIV, 6, 4) īśvara appare per la prima volta nella sua forma di sostantivo maschile come appellativo generico delle divinità vediche.
A partire dalla Bhagavadgītā  īśvara diviene il titolo del "Dio supremo" e così verrà utilizzato, nel periodo post-vedico e in ambito settario, per riassumere i differenti nomi della divinità.

## Īśvara nell'Induismo
Presso la religione induista, Īśvara (dal sanscrito ईश्वर, "Signore, controllore"), o Ishvara (secondo una diffusa grafia anglosassone), chiamato anche Īśvara Deva o anche Parameśvara ("Signore Supremo"), è un concetto filosofico che indica l'aspetto personale di Dio (il cui aspetto impersonale e senza forma o attributi è invece chiamato Brahman). 
Ishvara è il Demiurgo o il Logos personificato, la Coscienza Assoluta del Brahman, il Signore della manifestazione che controlla e sostiene il Creato, o il Nous, la Mente Cosmica, Colui che provvede alla creazione dei mondi, al loro mantenimento e alla loro dissoluzione. In questo senso Īśvara può essere identificato con le tre Persone della Trimurti (Brahmā, Visnù, Śiva), in quanto assomma in sé le principali funzioni delle tre divinità supreme induiste, spesso adorate come un'unica entità. Īśvara è l'aspetto personale e monoteistico di Dio, adorato presso le maggiori religioni mondiali, che per amore dell'uomo si incarna e si rivela sotto nomi e forme diverse. Ishvara è il supremo Jīva, l'Anima Suprema, piena di consapevolezza, trascendente alle illusioni di questo mondo. Īśvara è il Saguna Brahman, il Dio con forme ed attributi, perfetto, onnisciente, onnipotente e onnipervadente.

### Visioni di Īśvara
Non tutte le sei Darshana credono in Īśvara, il Sāṃkhya è sostanzialmente una Darshana "ateistica" in quanto non contempla la divinità come oggetto della sua indagine.

#### Visione duale
Le correnti devozionali induiste (quali, ad esempio, quella di Madhva del XIII secolo o quella degli Hare Krishna) sostengono che l'aspetto personale di Dio (Īśvara) sia la Sua forma ultima e suprema, superiore all'aspetto impersonale (Brahman), e che la liberazione (qui intesa come eterna compagnia e contemplazione del Signore) sia ottenibile unicamente attraverso la devozione ed il servizio a Lui.

#### Visione non-duale
La filosofia dell'Advaita Vedānta (non-dualismo), pur considerando il Brahman la radice metafisica di tutto ciò che esiste (Ishvara compreso), attribuisce non poca importanza all'aspetto personale di Dio. Essa afferma che sono fondamentali, oltre alla meditazione, anche l'amore e la devozione (Bhakti) ad Īśvara per potere realizzare la propria identità con il Brahman, ritrovando l'unione del proprio Ātman con esso, al di là dell'individualità, superando ogni dualismo ed ottenendo così la liberazione (Moksha).
Infatti, nonostante l'Advaita miri ad emancipare l'individuo dalla necessità di qualunque supporto, essa sostiene che la liberazione sia ottenibile sotto la grazia del Signore, il quale la concede all'aspirante spirituale (sadhaka) spesso sotto le sembianze del guru.

### Universalità
L'universalità del concetto di Īśvara trova riscontro nel fatto che questo termine, integrato con diversi prefissi, viene utilizzato per indicare diverse Deità induiste.
Alcuni esempi:
- Maheshvara, Grande Signore (riferito a Śiva);
- Parameshvara, Signore Supremo (riferito a Śiva o Gaṇeśa);
- Omkareshvara, Signore la cui forma è Oṃ (riferito a Śiva o Gaṇeśa);
- Vighneshvara, Signore che rimuove gli ostacoli (riferito a Gaṇeśa);
- Jagadishvara, Signore dell'Universo (riferito a Śiva, Visnù, Krishna, e tanti altri).

Tutti questi nomi, se si commuta la vocale finale -a in -i, diventano femminili e si riferiscono ai vari attributi di Ishvari, ossia Devī, la Madre Divina.
Spesso Īśvara viene utilizzato (senza alcun prefisso) come nome di Śiva (in particolare nello Śivaismo).